# John January
John Hartnett January (St. Louis, 6 marzo 1882 – St. Louis, 1º dicembre 1917) è stato un calciatore statunitense, di ruolo difensore.
Nel 1904 fece parte della squadra del Christian Brothers College che conquistò la medaglia d'argento nel torneo di calcio dei Giochi della III Olimpiade.
Anche i suoi fratelli Charles e Tom facevano parte del Christian Brothers College.